# Lergunong
Lergunong is een bestuurslaag in het regentschap Bangkalan van de provincie Oost-Java, Indonesië. Lergunong telt 2779 inwoners (volkstelling 2010).